# 2018-as labdarúgó-világbajnokság-selejtező (AFC – 3. forduló)
A 2018-as labdarúgó-világbajnokság ázsiai selejtezőjének 3. fordulójának mérkőzéseit tartalmazó lapja.

## Lebonyolítás
A harmadik fordulóban 12 csapat vett részt: a második forduló 12 továbbjutója. A csapatokat két darab hatcsapatos csoportba sorsolták, ahol körmérkőzéses oda-visszavágós rendszerben mérkőztek meg egymással.

## Továbbjutott csapatok
| Csoport | Győztes      | Második (legjobb 4 második) |
| ------- | ------------ | --------------------------- |
| A       | Szaúd-Arábia | Egyesült Arab Emírségek     |
| B       | Ausztrália   | —                           |
| C       | Katar        | Kína                        |
| D       | Irán         | —                           |
| E       | Japán        | Szíria                      |
| F       | Thaiföld     | Irak                        |
| G       | Dél-Korea    | —                           |
| H       | Üzbegisztán  | —                           |

## Kiemelés
A csoportok sorsolását 2016. április 12-én, 16:30-tól tartották Kuala Lumpurban.
A kiemelést a 2016. áprilisi FIFA-világranglista alapján határozták meg. A 12 csapatot 6 kalapba sorsolták be:
- Az 1. kalapba az 1–2. helyezett csapatok kerültek
- A 2. kalapba a 3–4. helyezett csapatok kerültek
- A 3. kalapba az 5–6. helyezett csapatok kerültek
- A 4. kalapba a 7–8. helyezett csapatok kerültek
- Az 5. kalapba a 9–10. helyezett csapatok kerültek
- A 6. kalapba a 11–12. helyezett csapatok kerültek

Mindegyik csoportba egy-egy csapat került a kalapokból.
| 1. kalap                                     | 2. kalap                        | 3. kalap                                 |
| -------------------------------------------- | ------------------------------- | ---------------------------------------- |
| - Irán (42.) - Ausztrália (50.)              | - Dél-Korea (56.) - Japán (57.) | - Szaúd-Arábia (60.) - Üzbegisztán (66.) |
| 4. kalap                                     | 5. kalap                        | 6. kalap                                 |
| - Egyesült Arab Emírségek (68.) - Kína (81.) | - Katar (83.) - Irak (105.)     | - Szíria (110.) - Thaiföld (119.)        |

## Csoportok

### A csoport
| Hely. | Csapat      | M  | Gy | D | V | G+ | G– | Gk | P  | Továbbjutás                         |     | Irán | Dél-Korea | Szíria | Üzbegisztán | Kína | Katar |
| ----- | ----------- | -- | -- | - | - | -- | -- | -- | -- | ----------------------------------- | --- | ---- | --------- | ------ | ----------- | ---- | ----- |
| 1.    | Irán        | 10 | 6  | 4 | 0 | 10 | 2  | +8 | 22 | Kijutott a 2018-as világbajnokságra |     | —    | 1–0       | 2–2    | 2–0         | 1–0  | 2–0   |
| 2.    | Dél-Korea   | 10 | 4  | 3 | 3 | 11 | 10 | +1 | 15 | Kijutott a 2018-as világbajnokságra |     | 0–0  | —         | 1–0    | 2–1         | 3–2  | 3–2   |
| 3.    | Szíria      | 10 | 3  | 4 | 3 | 9  | 8  | +1 | 13 | Negyedik forduló                    |     | 0–0  | 0–0       | —      | 1–0         | 2–2  | 3–1   |
| 4.    | Üzbegisztán | 10 | 4  | 1 | 5 | 6  | 7  | −1 | 13 |                                     |     | 0–1  | 0–0       | 1–0    | —           | 2–0  | 1–0   |
| 5.    | Kína        | 10 | 3  | 3 | 4 | 8  | 10 | −2 | 12 |                                     | 0–0 | 1–0  | 0–1       | 1–0    | —           | 0–0  |       |
| 6.    | Katar       | 10 | 2  | 1 | 7 | 8  | 15 | −7 | 7  |                                     | 0–1 | 3–2  | 1–0       | 0–1    | 1–2         | —    |       |

| 2016. szeptember 1. 20:00 (UTC+9) |

| Dél-Korea                                               | 3–2               | Kína                        |
| ------------------------------------------------------- | ----------------- | --------------------------- |
| Cseng Cse 20' (öngól) I Cshongjong 62' Ku Dzsacshol 66' | (1–0) Jegyzőkönyv | Jü Haj 73' Hao Csün-min 76' |

| Seoul World Cup Stadium, Szöul Nézőszám: 51 238 Játékvezető: Mohammed Abdulla Hassan Mohamed (Egyesült Arab Emírségekbeli) |

| 2016. szeptember 1. 20:00 (UTC+5) |

| Üzbegisztán  | 1−0               | Szíria |
| ------------ | ----------------- | ------ |
| Geynrikh 74' | (0–0) Jegyzőkönyv |        |

| Bunyodkor Stadium, Taskent Nézőszám: 29 100 Játékvezető: Ryuji Sato (japán) |

| 2016. szeptember 1. 21:00 (UTC+4:30) |

| Irán                                  | 2−0               | Katar |
| ------------------------------------- | ----------------- | ----- |
| Gucsannezsád 90+4' Dzsahánbahs 90+11' | (0–0) Jegyzőkönyv |       |

| Azadi Stadium, Teherán Nézőszám: 78 000 Játékvezető: Hettikamkanamge Perera (srí lanka-i) |

| 2016. szeptember 6. 19:35 (UTC+8) |

| Kína | 0–0         | Irán |
| ---- | ----------- | ---- |
|      | Jegyzőkönyv |      |

| Shenyang Olympic Sports Center Stadium, Senjang Nézőszám: 35 776 Játékvezető: Adham Makhadmeh (jordán) |

| 2016. szeptember 6. 20:00 (UTC+8) |

| Szíria | 0–0         | Dél-Korea |
| ------ | ----------- | --------- |
|        | Jegyzőkönyv |           |

| Tuanku Abdul Rahman Stadium, Seremban (Malajzia) Nézőszám: 4350 Játékvezető: Chris Beath (ausztrál) |

| 2016. szeptember 6. 19:00 (UTC+3) |

| Katar | 0–1               | Üzbegisztán |
| ----- | ----------------- | ----------- |
|       | (0–0) Jegyzőkönyv | Krimets 86' |

| Jassim Bin Hamad Stadium, Doha Nézőszám: 7898 Játékvezető: Ali Abdulnabi (bahreini) |

| 2016. október 6. 20:00 (UTC+9) |

| Dél-Korea                                         | 3–2               | Katar                              |
| ------------------------------------------------- | ----------------- | ---------------------------------- |
| Ki Szongjong 11' Csi Dongvon 56' Szon Hungmin 58' | (1–2) Jegyzőkönyv | Al Haidos 16' (11-esből) Soria 45' |

| Suwon World Cup Stadium, Szuvon Nézőszám: 32 550 Játékvezető: Mohd Amirul Izwan Yaacob (maláj) |

| 2016. október 6. 19:35 (UTC+8) |

| Kína | 0–1               | Szíria       |
| ---- | ----------------- | ------------ |
|      | (0–0) Jegyzőkönyv | Al Mawas 54' |

| Shaanxi Province Stadium, Hszian Nézőszám: 37 368 Játékvezető: Muhammad Taqi (szingapúri) |

| 2016. október 6. 18:00 (UTC+5) |

| Üzbegisztán | 0–1               | Irán         |
| ----------- | ----------------- | ------------ |
|             | (0–1) Jegyzőkönyv | Hoszejni 27' |

| Bunyodkor Stadium, Taskent Nézőszám: 34 000 Játékvezető: Ben Williams (ausztrál) |

| 2016. október 11. 18:00 (UTC+5) |

| Üzbegisztán              | 2–0               | Kína |
| ------------------------ | ----------------- | ---- |
| Bikmaev 50' Shukurov 85' | (0–0) Jegyzőkönyv |      |

| Bunyodkor Stadium, Taskent Nézőszám: 21 503 Játékvezető: Hettikamkanamge Perera (srí lanka-i) |

| 2016. október 11. 18:15 (UTC+3:30) |

| Irán      | 1–0               | Dél-Korea |
| --------- | ----------------- | --------- |
| Azmun 25' | (1–0) Jegyzőkönyv |           |

| Azadi Stadium, Teherán Nézőszám: 75 800 Játékvezető: Szató Rjúdzsi (japán) |

| 2016. október 11. 19:00 (UTC+3) |

| Katar                    | 1–0               | Szíria |
| ------------------------ | ----------------- | ------ |
| Al Haidos 37' (11-esből) | (1–0) Jegyzőkönyv |        |

| Jassim Bin Hamad Stadium, Doha Nézőszám: 9940 Játékvezető: Ahmed Al-Kaf (ománi) |

| 2016. november 15. 19:35 (UTC+8) |

| Kína | 0–0         | Katar |
| ---- | ----------- | ----- |
|      | Jegyzőkönyv |       |

| Tuodong Stadium, Kunming Nézőszám: 32 763 Játékvezető: Mohanad Qasim Eesee Sarray (iraki) |

| 2016. november 15. 20:45 (UTC+8) |

| Szíria | 0–0         | Irán |
| ------ | ----------- | ---- |
|        | Jegyzőkönyv |      |

| Tuanku Abdul Rahman Stadium, Seremban (Malajzia) Nézőszám: 4560 Játékvezető: Ali Sabah (iraki) |

| 2016. november 15. 20:00 (UTC+9) |

| Dél-Korea                      | 2–1               | Üzbegisztán |
| ------------------------------ | ----------------- | ----------- |
| Nam Thehi 67' Ku Dzsacshol 85' | (0–1) Jegyzőkönyv | Bikmaev 25' |

| Seoul World Cup Stadium, Szöul Nézőszám: 30 526 Játékvezető: Fahad Al-Mirdasi (Szaúd-arábiai) |

| 2017. március 23. 19:35 (UTC+8) |

| Kína         | 1–0               | Dél-Korea |
| ------------ | ----------------- | --------- |
| Yu Dabao 34' | (1–0) Jegyzőkönyv |           |

| Helong Stadium, Csangsa Nézőszám: 30 950 Játékvezető: Peter Green (ausztrál) |

| 2017. március 23. 20:00 (UTC+8) |

| Szíria                   | 1–0               | Üzbegisztán |
| ------------------------ | ----------------- | ----------- |
| Kharbin 90+1' (11-esből) | (0–0) Jegyzőkönyv |             |

| Hang Jebat Stadium, Krubong (Malajzia) Nézőszám: 350 Játékvezető: Mohammed Abdulla Hassan Mohamed (Egyesült Arab Emírségekbeli) |

| 2017. március 23. 19:00 (UTC+3) |

| Katar | 0–1               | Irán       |
| ----- | ----------------- | ---------- |
|       | (0–0) Jegyzőkönyv | Táremi 52' |

| Jassim Bin Hamad Stadium, Doha Nézőszám: 10 237 Játékvezető: Liu Kwok Man (hongkongi) |

| 2017. március 28. 20:00 (UTC+9) |

| Dél-Korea        | 1–0               | Szíria |
| ---------------- | ----------------- | ------ |
| Hong Jeong-ho 4' | (1–0) Jegyzőkönyv |        |

| Seoul World Cup Stadium, Szöul Nézőszám: 30 352 Játékvezető: Adham Makhadmeh (jordán) |

| 2017. március 28. 16:30 (UTC+4:30) |

| Irán       | 1–0               | Kína |
| ---------- | ----------------- | ---- |
| Táremi 46' | (0–0) Jegyzőkönyv |      |

| Azadi Stadium, Teherán Nézőszám: 78 115 Játékvezető: Muhammad Taqi (szingapúri) |

| 2017. március 28. 18:00 (UTC+5) |

| Üzbegisztán | 1–0               | Katar |
| ----------- | ----------------- | ----- |
| Ahmedov 65' | (0–0) Jegyzőkönyv |       |

| Bunyodkor Stadium, Taskent Nézőszám: 19 000 Játékvezető: Mohanad Qasim Eesee Sarray (iraki) |

| 2017. június 12. 21:15 (UTC+4:30) |

| Irán                 | 2–0               | Üzbegisztán |
| -------------------- | ----------------- | ----------- |
| Azmun 23' Táremi 88' | (1–0) Jegyzőkönyv |             |

| Azadi Stadium, Teherán Nézőszám: 59 730 Játékvezető: Ahmed Al-Kaf (ománi) |

| 2017. június 13. 21:45 (UTC+8) |

| Szíria                                 | 2–2               | Kína                               |
| -------------------------------------- | ----------------- | ---------------------------------- |
| Al-Mawas 12' (11-esből) Al Salih 90+3' | (1–0) Jegyzőkönyv | Kao Lin 68' (11-esből) Vu Hszi 75' |

| Hang Jebat Stadium, Krubong (Malajzia) Nézőszám: 4737 Játékvezető: Ammar Al-Jeneibi (Egyesült Arab Emírségekbeli) |

| 2017. június 13. 22:00 (UTC+3) |

| Katar                      | 3–2               | Dél-Korea                           |
| -------------------------- | ----------------- | ----------------------------------- |
| Al Haidos 25' 75' Afif 51' | (1–0) Jegyzőkönyv | Ki Szongjong 62' Hwang Hee-chan 70' |

| Jassim Bin Hamad Stadium, Doha Nézőszám: 5373 Játékvezető: Hettikamkanamge Perera (srí lanka-i) |

| 2017. augusztus 31. 20:00 (UTC+8) |

| Kína                   | 1–0               | Üzbegisztán |
| ---------------------- | ----------------- | ----------- |
| Kao Lin 84' (11-esből) | (0–0) Jegyzőkönyv |             |

| Wuhán Olympic Sports Center Stadium, Wuhán Nézőszám: 51 666 Játékvezető: Hettikamkanamge Perera (srí lanka-i) |

| 2017. augusztus 31. 21:00 (UTC+9) |

| Dél-Korea | 0–0         | Irán |
| --------- | ----------- | ---- |
|           | Jegyzőkönyv |      |

| Seoul World Cup Stadium, Szöul Nézőszám: 63 124 Játékvezető: Peter Green (ausztrál) |

| 2017. augusztus 31. 20:00 (UTC+8) |

| Szíria                        | 3–1               | Katar           |
| ----------------------------- | ----------------- | --------------- |
| Kharbin 7' 54' Al-Mawas 90+5' | (1–1) Jegyzőkönyv | Aszad Állah 36' |

| Hang Jebat Stadium, Krubong (Malajzia) Nézőszám: 300 Játékvezető: Ali Sabah (iraki) |

| 2017. szeptember 5. 18:00 (UTC+3) |

| Katar    | 1–2               | Kína                    |
| -------- | ----------------- | ----------------------- |
| Afif 47' | (0–0) Jegyzőkönyv | Xiao Zhi 74' Wu Lei 84' |

| Khalifa International Stadium, Doha Nézőszám: 5686 Játékvezető: Ahmed Al-Kaf (ománi) |

| 2017. szeptember 5. 19:30 (UTC+4:30) |

| Irán          | 2–2               | Szíria                         |
| ------------- | ----------------- | ------------------------------ |
| Azmun 45' 64' | (1–1) Jegyzőkönyv | Haj Mohamad 13' Al Somah 90+3' |

| Azadi Stadium, Teherán Nézőszám: 62 165 Játékvezető: Ryuji Sato (japán) |

| 2017. szeptember 5. 20:00 (UTC+5) |

| Üzbegisztán | 0–0         | Dél-Korea |
| ----------- | ----------- | --------- |
|             | Jegyzőkönyv |           |

| Bunyodkor Stadium, Taskent Nézőszám: 34 000 Játékvezető: Muhammad Taqi Aljaafari Bin Jahari (szingapúri) |

### B csoport
| Hely. | Csapat                  | M  | Gy | D | V | G+ | G– | Gk  | P  | Továbbjutás                         |     | Japán | Szaúd-Arábia | Ausztrália (ország) | Egyesült Arab Emírségek | Irak | Thaiföld |
| ----- | ----------------------- | -- | -- | - | - | -- | -- | --- | -- | ----------------------------------- | --- | ----- | ------------ | ------------------- | ----------------------- | ---- | -------- |
| 1.    | Japán                   | 10 | 6  | 2 | 2 | 17 | 7  | +10 | 20 | Kijutott a 2018-as világbajnokságra |     | —     | 2–1          | 2–0                 | 1–2                     | 2–1  | 4–0      |
| 2.    | Szaúd-Arábia            | 10 | 6  | 1 | 3 | 17 | 10 | +7  | 19 | Kijutott a 2018-as világbajnokságra |     | 1–0   | —            | 2–2                 | 3–0                     | 1–0  | 1–0      |
| 3.    | Ausztrália              | 10 | 5  | 4 | 1 | 16 | 11 | +5  | 19 | Negyedik forduló                    |     | 1–1   | 3–2          | —                   | 2–0                     | 2–0  | 2–1      |
| 4.    | Egyesült Arab Emírségek | 10 | 4  | 1 | 5 | 10 | 13 | −3  | 13 |                                     |     | 0–2   | 2–1          | 0–1                 | —                       | 2–0  | 3–1      |
| 5.    | Irak                    | 10 | 3  | 2 | 5 | 11 | 12 | −1  | 11 |                                     | 1–1 | 1–2   | 1–1          | 1–0                 | —                       | 4–0  |          |
| 6.    | Thaiföld                | 10 | 0  | 2 | 8 | 6  | 24 | −18 | 2  |                                     | 0–2 | 0–3   | 2–2          | 1–1                 | 1–2                     | —    |          |

| 2016. szeptember 1. 18:30 (UTC+8) |

| Ausztrália           | 2–0               | Irak |
| -------------------- | ----------------- | ---- |
| Luongo 58' Jurić 64' | (0–0) Jegyzőkönyv |      |

| Perth Oval, Perth Nézőszám: 18 923 Játékvezető: Alirezá Fagáni (iráni) |

| 2016. szeptember 1. 19:35 (UTC+9) |

| Japán     | 1–2               | Egyesült Arab Emírségek  |
| --------- | ----------------- | ------------------------ |
| Honda 11' | (1–1) Jegyzőkönyv | Halíl 20' 54' (11-esből) |

| Saitama Stadium 2002, Szaitama Nézőszám: 58 895 Játékvezető: Abdulramán al-Dzsasszím (katari) |

| 2016. szeptember 1. 20:30 (UTC+3) |

| Szaúd-Arábia           | 1–0               | Thaiföld |
| ---------------------- | ----------------- | -------- |
| Al Abed 84' (11-esből) | (0–0) Jegyzőkönyv |          |

| King Fahd International Stadium, Rijád Nézőszám: 40 983 Játékvezető: Fu Ming (kínai) |

| 2016. szeptember 6. 19:00 (UTC+8) |

| Irak             | 1–2               | Szaúd-Arábia                          |
| ---------------- | ----------------- | ------------------------------------- |
| Abdul-Raheem 18' | (1–0) Jegyzőkönyv | Al Abed 81' (11-esből) 88' (11-esből) |

| Shah Alam Stadium, Shah Alam (Malajzia) Nézőszám: 3400 Játékvezető: Khamis Al-Marri (katari) |

| 2016. szeptember 6. 19:15 (UTC+7) |

| Thaiföld | 0–2               | Japán                    |
| -------- | ----------------- | ------------------------ |
|          | (0–1) Jegyzőkönyv | Haragucsi 17' Aszano 75' |

| Racsamangala Stadion, Bangkok Nézőszám: 44 500 Játékvezető: Mohsen Torky (iráni) |

| 2016. szeptember 6. 19:30 (UTC+4) |

| Egyesült Arab Emírségek | 0–1               | Ausztrália |
| ----------------------- | ----------------- | ---------- |
|                         | (0–0) Jegyzőkönyv | Cahill 75' |

| Mohammed Bin Zayed Stadium, Abu-Dzabi Nézőszám: 40 893 Játékvezető: Mohd Amirul Izwan Yaacob (maláj) |

| 2016. október 6. 19:35 (UTC+9) |

| Japán                         | 2–1               | Irak           |
| ----------------------------- | ----------------- | -------------- |
| Haragucsi 26' Jamagucsi 90+5' | (1–0) Jegyzőkönyv | Abdul-Amir 60' |

| Saitama Stadium 2002, Szaitama Nézőszám: 57 768 Játékvezető: Kim Dongdzsin (Kim Dong-jin) (dél-koreai) |

| 2016. október 6. 20:00 (UTC+4) |

| Egyesült Arab Emírségek      | 3–1               | Thaiföld |
| ---------------------------- | ----------------- | -------- |
| Mabkhout 14' 47' Halíl 90+3' | (1–0) Jegyzőkönyv | Tana 65' |

| Mohammed Bin Zayed Stadium, Abu-Dzabi Nézőszám: 18 242 Játékvezető: Liu Kwok Man (hongkongi) |

| 2016. október 6. 20:45 (UTC+3) |

| Szaúd-Arábia                 | 2–2               | Ausztrália              |
| ---------------------------- | ----------------- | ----------------------- |
| Al-Jassim 5' Al-Shamrani 79' | (1–1) Jegyzőkönyv | Sainsbury 45' Jurić 71' |

| King Abdullah Sports City, Dzsidda Nézőszám: 51 616 Játékvezető: Ravshan Ermatov (üzbég) |

| 2016. október 11. 20:00 (UTC+11) |

| Ausztrália             | 1–1               | Japán        |
| ---------------------- | ----------------- | ------------ |
| Jedinak 52' (11-esből) | (0–1) Jegyzőkönyv | Haragucsi 5' |

| Etihad Stadion, Melbourne Nézőszám: 48 460 Játékvezető: Naváf Sukralláh (bahreini) |

| 2016. október 11. 16:00 (UTC+3:30) |

| Irak                          | 4–0               | Thaiföld |
| ----------------------------- | ----------------- | -------- |
| Abdul-Raheem 7' 25' 87' 90+4' | (2–0) Jegyzőkönyv |          |

| PAS Stadium, Teherán (Irán) Nézőszám: 2255 Játékvezető: Ma Ning (kínai) |

| 2016. október 11. 20:45 (UTC+3) |

| Szaúd-Arábia                                | 3–0               | Egyesült Arab Emírségek |
| ------------------------------------------- | ----------------- | ----------------------- |
| Al-Muwallad 73' Al Abed 79' Al-Shehri 90+2' | (0–0) Jegyzőkönyv |                         |

| King Abdullah Sports City, Dzsidda Nézőszám: 60 102 Játékvezető: Kim Dzsonghjok (dél-koreai) |

| 2016. november 15. 19:35 (UTC+9) |

| Japán                                 | 2–1               | Szaúd-Arábia |
| ------------------------------------- | ----------------- | ------------ |
| Kijotake 45' (11-esből) Haragucsi 80' | (1–0) Jegyzőkönyv | Hawsawi 90'  |

| Saitama Stadium 2002, Szaitama Nézőszám: 58 420 Játékvezető: Muhammad Taqi (szingapúri) |

| 2016. november 15. 19:00 (UTC+7) |

| Thaiföld                    | 2–2             | Ausztrália                           |
| --------------------------- | --------------- | ------------------------------------ |
| Teerasil 20' 57' (11-esből) | (–) Jegyzőkönyv | Jedinak 9' (11-esből) 65' (11-esből) |

| Racsamangala Stadion, Bangkok Nézőszám: 36 534 Játékvezető: Fahad Al-Marri (katari) |

| 2016. november 15. 19:20 (UTC+4) |

| Egyesült Arab Emírségek | 2–0               | Irak |
| ----------------------- | ----------------- | ---- |
| Halíl 26' Matar 90+3'   | (1–0) Jegyzőkönyv |      |

| Mohammed Bin Zayed Stadium, Abu-Dzabi Nézőszám: 14 583 Játékvezető: Ilgiz Tantashev (üzbég) |

| 2017. március 23. 16:30 (UTC+4:30) |

| Irak      | 1–1               | Ausztrália |
| --------- | ----------------- | ---------- |
| Ghani 76' | (0–1) Jegyzőkönyv | Leckie 39' |

| PAS Stadium, Teherán (Irán) Nézőszám: 3270 Játékvezető: Kim Dzsonghjok (dél-koreai) |

| 2017. március 23. 19:00 (UTC+7) |

| Thaiföld | 0–3               | Szaúd-Arábia                                        |
| -------- | ----------------- | --------------------------------------------------- |
|          | (0–1) Jegyzőkönyv | Al-Sahlawi 25' Kesarat 84' (öngól) Al-Moasher 90+2' |

| Racsamangala Stadion, Bangkok Nézőszám: 41 613 Játékvezető: Ali Abdulnabi (bahreini) |

| 2017. március 23. 19:30 (UTC+4) |

| Egyesült Arab Emírségek | 0–2               | Japán              |
| ----------------------- | ----------------- | ------------------ |
|                         | (0–1) Jegyzőkönyv | Kubo 13' Konno 51' |

| Hazza Bin Zayed Stadium, El-Ajn Nézőszám: 23 725 Játékvezető: Ravshan Ermatov (üzbég) |

| 2017. március 28. 20:00 (UTC+11) |

| Ausztrália           | 2–0               | Egyesült Arab Emírségek |
| -------------------- | ----------------- | ----------------------- |
| Irvine 7' Leckie 78' | (1–0) Jegyzőkönyv |                         |

| Sydney Football Stadium, Sydney Nézőszám: 27 328 Játékvezető: Ahmed Al-Kaf (ománi) |

| 2017. március 28. 19:35 (UTC+9) |

| Japán                                     | 4–0               | Thaiföld |
| ----------------------------------------- | ----------------- | -------- |
| Kagava 8' Okazaki 19' Kubo 57' Josida 83' | (2–0) Jegyzőkönyv |          |

| Saitama Stadium 2002, Szaitama Nézőszám: 59 003 Játékvezető: Kim Dongdzsin (Kim Dong-jin) (dél-koreai) |

| 2017. március 28. 20:30 (UTC+3) |

| Szaúd-Arábia  | 1–0               | Irak |
| ------------- | ----------------- | ---- |
| Al-Shehri 53' | (0–0) Jegyzőkönyv |      |

| King Abdullah Sports City, Dzsidda Nézőszám: 60 153 Játékvezető: Valentin Kovalenko (üzbég) |

| 2017. június 8. 19:30 (UTC+9:30) |

| Ausztrália             | 3–2               | Szaúd-Arábia                    |
| ---------------------- | ----------------- | ------------------------------- |
| Jurić 7' 36' Rogic 64' | (2–2) Jegyzőkönyv | Al-Dawsari 23' Al-Sahlawi 45+2' |

| Adelaide Oval, Adelaide Nézőszám: 29 785 Játékvezető: Ravshan Ermatov (üzbég) |

| 2017. június 13. 19:00 (UTC+7) |

| Thaiföld      | 1–1               | Egyesült Arab Emírségek |
| ------------- | ----------------- | ----------------------- |
| Tossakrai 69' | (0–0) Jegyzőkönyv | Mabkhout 90+3'          |

| Racsamangala Stadion, Bangkok Nézőszám: 24 417 Játékvezető: Muhammad Taqi Aljaafari Bin Jahari (szingapúri) |

| 2017. június 13. 16:55 (UTC+4:30) |

| Irak      | 1–1               | Japán     |
| --------- | ----------------- | --------- |
| Kamel 73' | (0–1) Jegyzőkönyv | Ószako 8' |

| PAS Stadium, Teherán (Irán) Nézőszám: 983 Játékvezető: Fu Ming (kínai) |

| 2017. augusztus 29. 20:30 (UTC+4) |

| Egyesült Arab Emírségek | 2–1               | Szaúd-Arábia           |
| ----------------------- | ----------------- | ---------------------- |
| Mabkhout 21' Halíl 60'  | (1–1) Jegyzőkönyv | Al Abed 20' (11-esből) |

| Hazza Bin Zayed Stadium, El-Ajn Nézőszám: 10 221 Játékvezető: Kim Dzsonghjok (dél-koreai) |

| 2017. augusztus 31. 19:35 (UTC+9) |

| Japán                   | 2–0               | Ausztrália |
| ----------------------- | ----------------- | ---------- |
| Aszano 41' Idegucsi 82' | (1–0) Jegyzőkönyv |            |

| Saitama Stadium 2002, Szaitama Nézőszám: 59 492 Játékvezető: Alirezá Fagáni (iráni) |

| 2017. augusztus 31. 19:00 (UTC+7) |

| Thaiföld            | 1–2               | Irak                                |
| ------------------- | ----------------- | ----------------------------------- |
| Ibráhím 63' (öngól) | (0–1) Jegyzőkönyv | Meram 34' Abdul-Amir 85' (11-esből) |

| Racsamangala Stadion, Bangkok Nézőszám: 22 604 Játékvezető: Naváf Sukralláh (bahreini) |

| 2017. szeptember 5. 20:00 (UTC+10) |

| Ausztrália           | 2–1               | Thaiföld |
| -------------------- | ----------------- | -------- |
| Jurić 69' Leckie 86' | (0–0) Jegyzőkönyv | Anan 82' |

| Melbourne Rectangular Stadium, Melbourne Nézőszám: 26 393 Játékvezető: Liu Kwok Man (hongkongi) |

| 2017. szeptember 5. 17:00 (UTC+3) |

| Irak        | 1–0               | Egyesült Arab Emírségek |
| ----------- | ----------------- | ----------------------- |
| Hussein 29' | (1–0) Jegyzőkönyv |                         |

| Amman International Stadium, Ammán (Jordánia) Nézőszám: 2185 Játékvezető: Adham Makhadmeh (jordán) |

| 2017. szeptember 5. 20:30 (UTC+3) |

| Szaúd-Arábia    | 1–0               | Japán |
| --------------- | ----------------- | ----- |
| Al-Muwallad 63' | (0–0) Jegyzőkönyv |       |

| King Abdullah Sports City, Dzsidda Nézőszám: 62 165 Játékvezető: Valentin Kovalenko (üzbég) |